# Mykenischer Friedhof von Kato Almyri

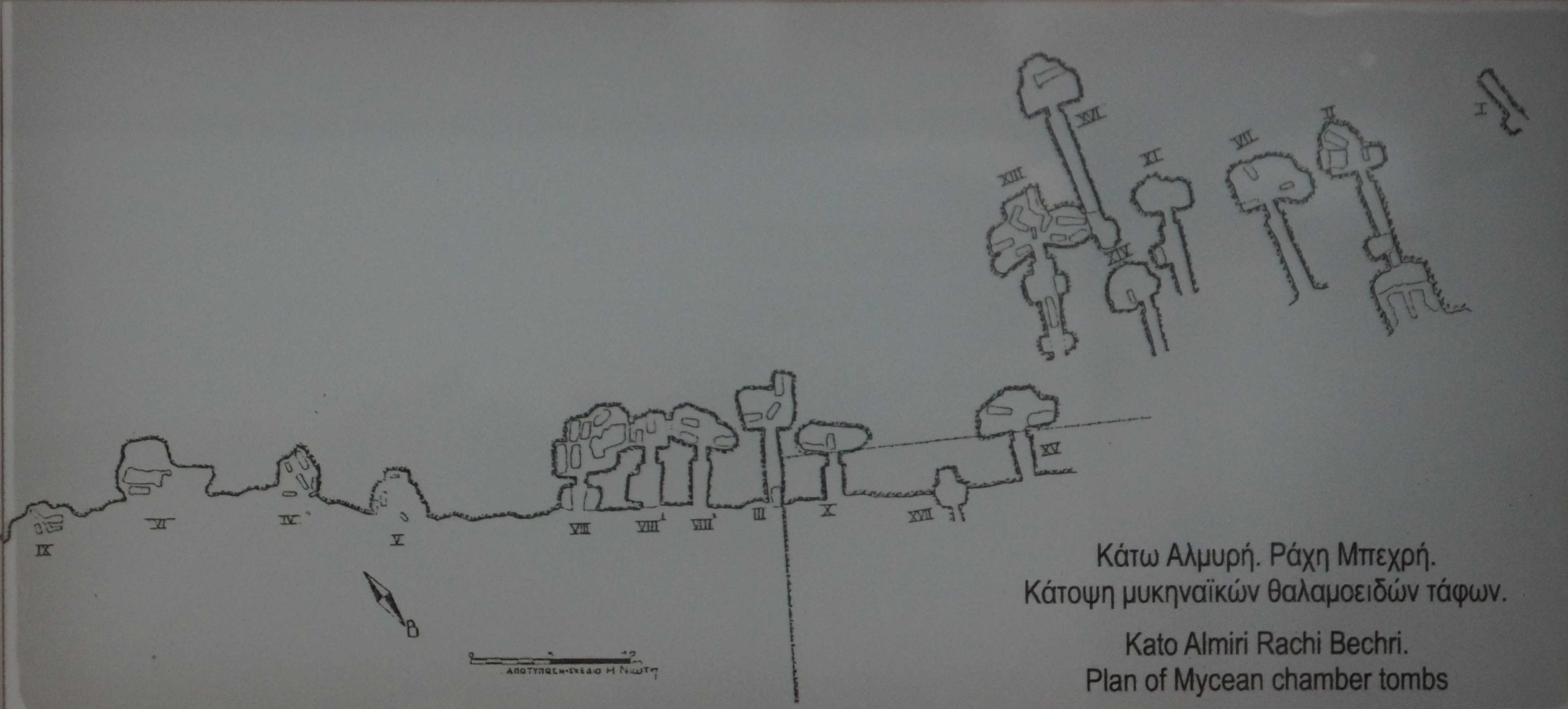
Plan des Mykenischen Friedhofs von Kato Almyri

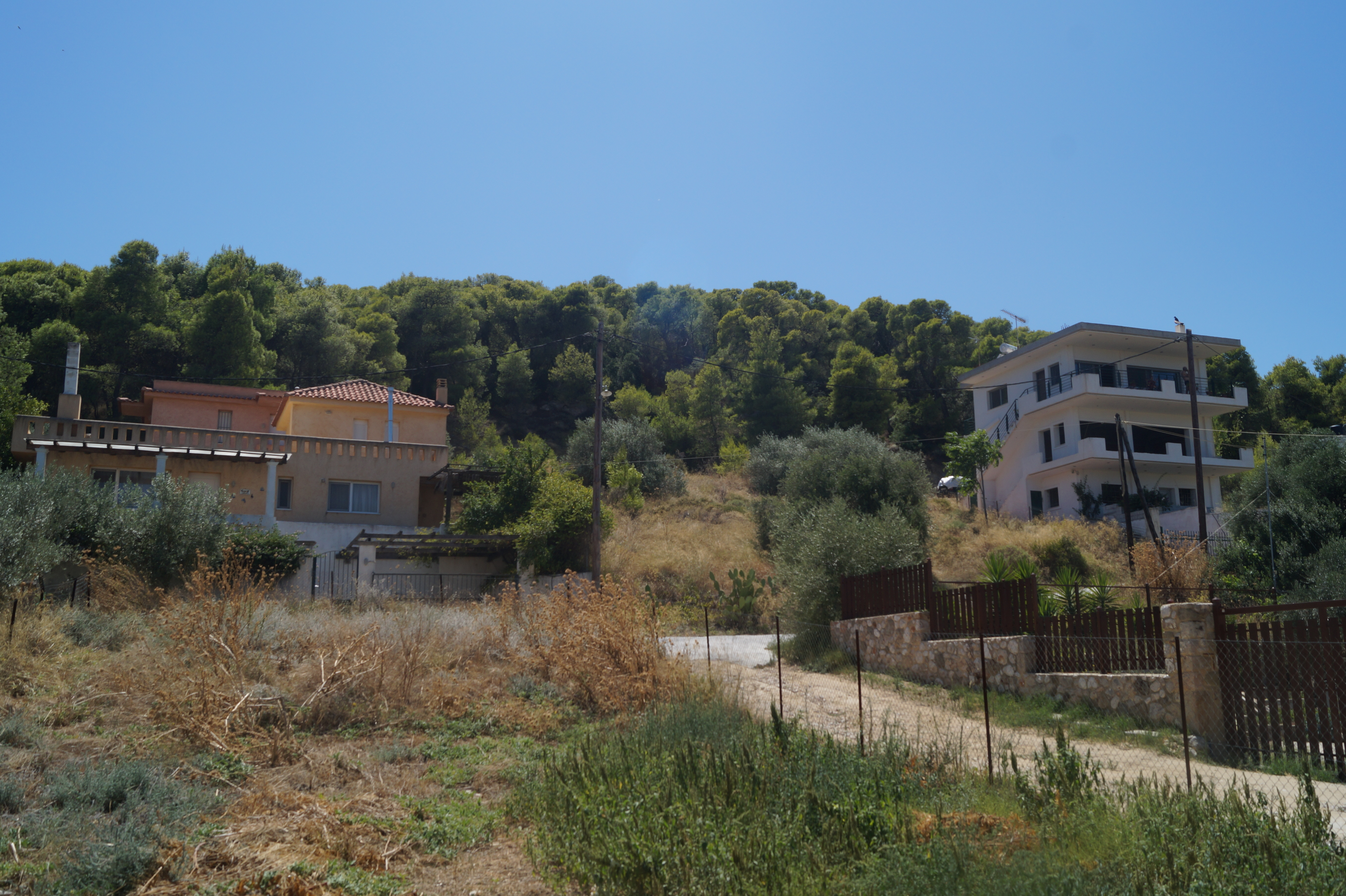
Der Mykenische Friedhof von Kato Almyri befindet sich im Wald hinter den Häusern. Grab XXI liegt zwischen den Häusern.

Der Mykenische Friedhof von Kato Almyri (griechisch Μυκηναϊκό Νεκροταφείο της Κάτω Αλμυρής) liegt am nördlichen Abhang des Hügels Bechri am westlichen Rand des griechischen Ortes Kato Almyri im Korinther Gemeindebezirk Saronikos. Hier wurden bisher 21 mykenische Kammergräber entdeckt.

## Entdeckung
1980 unternahm der Griechische Archäologische Dienst Notgrabungen unter Leitung der Archäologin Anna Banaka-Dimaki (griechisch Άννα Μπανάκα-Δημάκη), nachdem einige Gräber durch Bauaktivitäten teilweise zerstört worden waren. Man entdeckte 19 Kammergräber aus der mittelmykenischen Zeit. Ein Jahr später erklärte man den Bereich auf dem Bechri-Hügel um die Gräber zu einer archäologischen Schutzzone. Ein weiteres Grab wurde 1991 durch die Archäologin Zoe Aslamatzidou-Kostourou (griechisch Ζωή Ασλαματζίδου-Κωστούρου) freigelegt. Das letzte bisher bekannte Grab wurde 2006–2007 durch den Archäologen Christos Vasilopoulos (griechisch Χρήστος Βασιλόπουλος) erforscht. Funde sind im Archäologischen Museum von Isthmia ausgestellt.

## Geschichte
Der Friedhof stammt aus dem Späthelladikum (SH III A–SH III B; 14.–13. Jahrhundert v. Chr.) und wurde bis SH III C Spät (1. Hälfte 11. Jahrhundert v. Chr.) für Beisetzungen verwendet. Danach bricht die Nutzung ab. Es handelt sich um die Nekropole von Vagia oder einem bisher unbekannten Küstenort. Im 5. Jahrhundert v. Chr. wurden einzelne Gräber erneut für Begräbnisse verwendet.

## Beschreibung
Das östliche Ende des Friedhofs liegt etwa 120 m westlich der Kirche Metastaseos tis Theotokou. Von hier aus erstreckt er sich am steilen bewaldeten Hang des Bechri-Hügels etwa 100 m nach Westen. Die Gräber wurden in den weichen, weißen Fels gehauen. Sie bestehen aus einem sogenannten Dromos, also einem Korridor mit nach innen geböschten Seitenwänden, einem Eingang und der Grabkammer. Der Zugang erfolgte hier stets von Norden. Die Dromoi sind zwischen 1,50 m und 9 m lang und etwa 1 m breit und hatten zum Teil Seitennischen. Manche Seitennischen waren mit Trockenmauern verschlossen. Am Ende erreicht man den Eingang, der zwischen 0,80 m und 1,10 m hoch war. Der Boden der Dromoi ist in der Regel niedriger als der des Eingangs und der Kammer. Die Grabkammern waren zwischen 2 m und 6 m breit. Sie sind heute bis auf eine alle eingestürzt. In manchen Kammern fand man einen oder mehrere Grabschächte. Sie waren rechteckig mit abgerundeten Ecken und mit einem abgesenkten Rand, damit die Abdeckplatten ebenerdig abschlossen. Diese Abdeckplatten waren aus Alaunschiefer oder Mudstone. Die primären Bestattungen wurden einfach auf dem Kammerboden abgelegt.
Es handelte sich um Familiengräber, in denen man jeweils mindestens zwei Begräbnisse nachweisen konnte. Vermutlich sind die Gräber zu zwei Gräbergruppen zusammenzufassen, die zeitlich aufeinander folgten.

### Grab I
Grab I ist das westlichste der 1980 ausgegrabenen Gräber. Es besteht nur aus einem etwa 4 m langen Dromos mit einer seitlichen Nische. Vermutlich stellte man beim Bau fest, dass sich der Untergrund nicht zur Anlage einer unterirdischen Grabkammer eignete, und brach deshalb die Arbeiten ab.

### Grab II

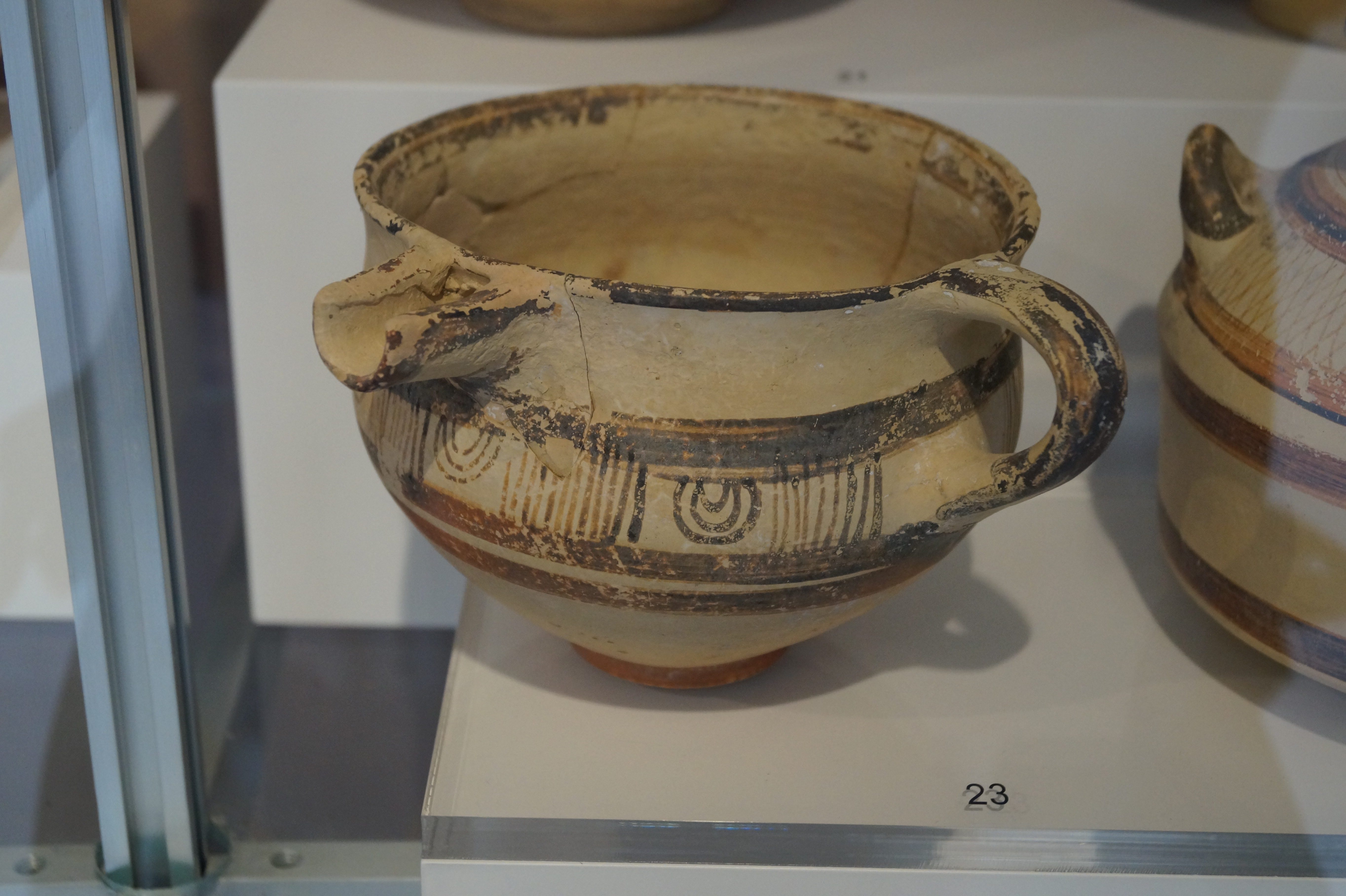
Kyathos mit Ausguss aus Grab III, SH III B (1300–1200 v. Chr.)

Grab II liegt etwa 10 m östlich von Grab I. Der 5,50 m lange Dromos hat eine Seitennische und steil nach oben zusammenlaufende Seitenwände. Die Grabkammer misst etwa 4 × 4 m und hat drei Grabschächte.

### Grab III
Der Dromos von Grab III, das sich etwa in der Mitte des Friedhofs befindet, ist 4,50 m lang und 0,80 m breit. Die Kammer ist etwa 3 m breit und 2,50 m tief und hat in der rechten Hinterwand eine Nische. Es gibt insgesamt drei Grabschächte. In dem Schacht in der Seitenkammer konnte eindeutig eine Bestattung nachgewiesen werden.

### Grab IV
Grab IV befindet sich im östlichen Teil der Nekropole. Von der etwa 2,50 m breiten Grabkammer ist nur der hintere Teil erhalten. Sowohl der vordere Teil als auch der Eingang und der Dromos sind heute verschwunden. In der Kammer gibt es sechs Grabschächte.

### Grab V

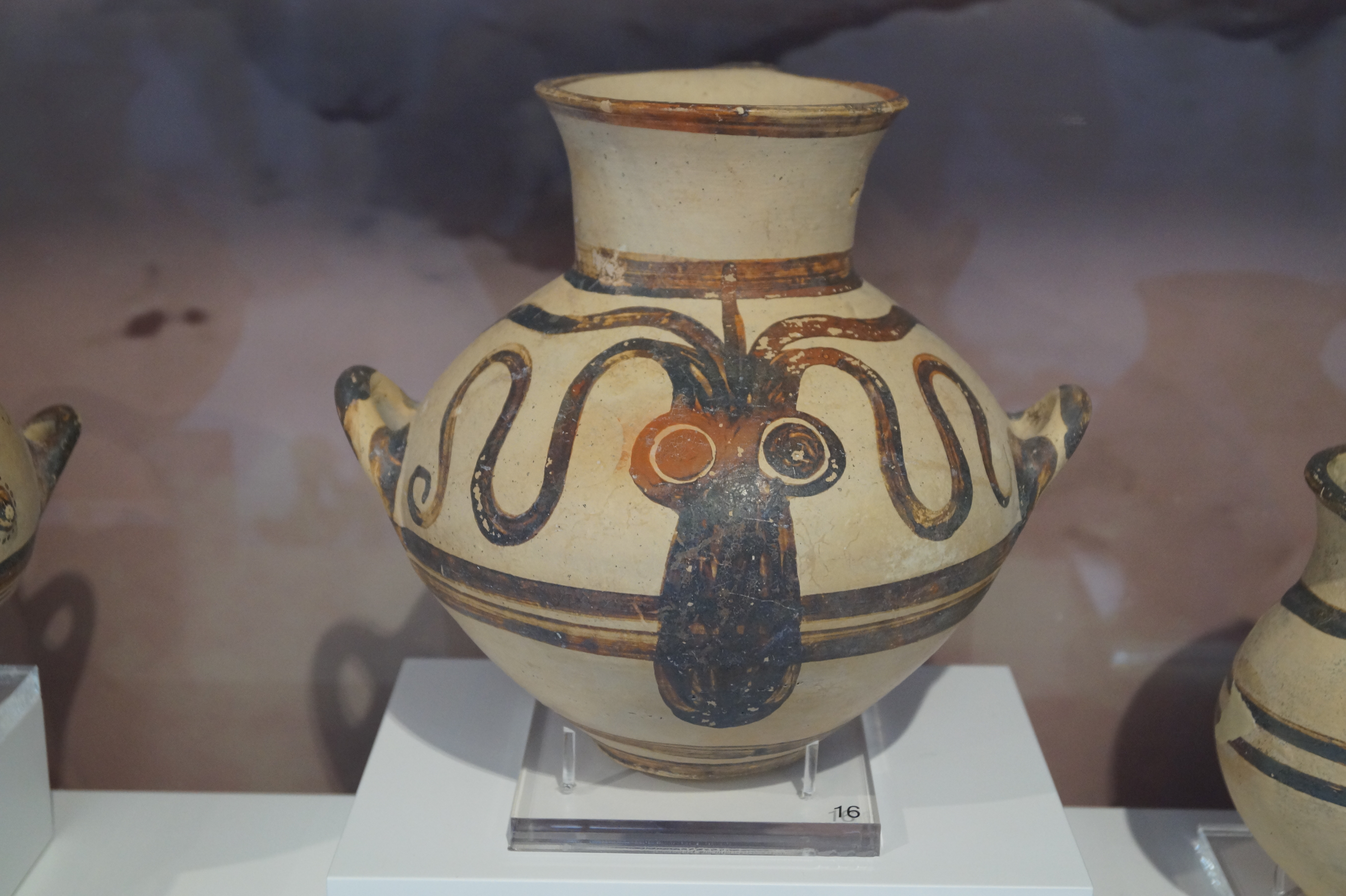
Hydria mit Oktopus-Abbildung aus Grab VI, SH III A2–B1 (1350–1250 v. Chr.)

4 m westlich von Grab IV liegt Grab V. Auch von diesem existiert heute nur der hintere Teil. Die Grabkammer war etwa 3,50 m breit und hatte drei Grabschächte und einen weiteren in einer Nische in der Rückwand. Hier hat man Deckplatten für die Schächte in situ gefunden. In einem Schacht konnte ein Begräbnis nachgewiesen werden.

### Grab VI
Auch von Grab VI, das etwa 4,50 m westlich von Grab IV liegt, ist nur ein Teil der Kammer erhalten. Sie war etwa 3,50 m breit. Sie hatte aber eine etwa 2,50 m breite Seitenkammer. In der Hauptkammer fand man einen großen und einen kleinen Grabschacht. Es ist die einzige Kammer des Friedhofs, deren Boden nicht nivelliert wurde. Um die primäre Bodenbestattung wurden vier Keramikgefäße, drei Prochoes und eine Bügelkanne, symmetrisch abgelegt.

### Grab VII
5 m östlich von Grab II befindet sich Grab VII. Es hat einen 5,50 m langen Dromos. Die Kammer ist etwa 4 m breit und 3 m tief und hat drei Grabschächte.

### Gräber VIII, VIII1und VIII2
Bei den Gräbern VIII, VIII1 und VIII2 handelt es sich um nebeneinander liegende Gräber mit jeweils einem separaten Dromos, jedoch sind die Kammern verbunden. Sie liegen östlich von Grab III. Grab VIII hat mit 1,50 m den kürzesten Dromos. Links und rechts des Dromos gibt es jeweils eine Nische. Es ist eines der wenigen Gräber, bei denen der Türsturz erhalten ist. Innerhalb der 4,50 m breiten und 4 m tiefen Grabkammer fand man sieben Grabschächte. Sowohl die auf dem Boden abgelegte Primärbestattung als auch eine Bestattung in dem Schacht in der östlichen Nische konnten nachgewiesen werden. Als Grabbeigabe fand man sechs Tongefäße.
Die Kammer von Grab VIII1 grenzt im Westen an Grab VIII. Der Dromos ist etwa 3 m lang und hat eine Seitennische. Auch hier ist der Türsturz erhalten. In der nur etwa 2,50 × 2,50 m Kammer gibt es zwei Grabschächte.
Im Westen ist Grab VIII2 mit Grab VIII1 verbunden. Es hat einen 3 m langen Dromos und in der 4 × 2,50 m großen Kammer gibt es drei Schächte.

### Grab IX

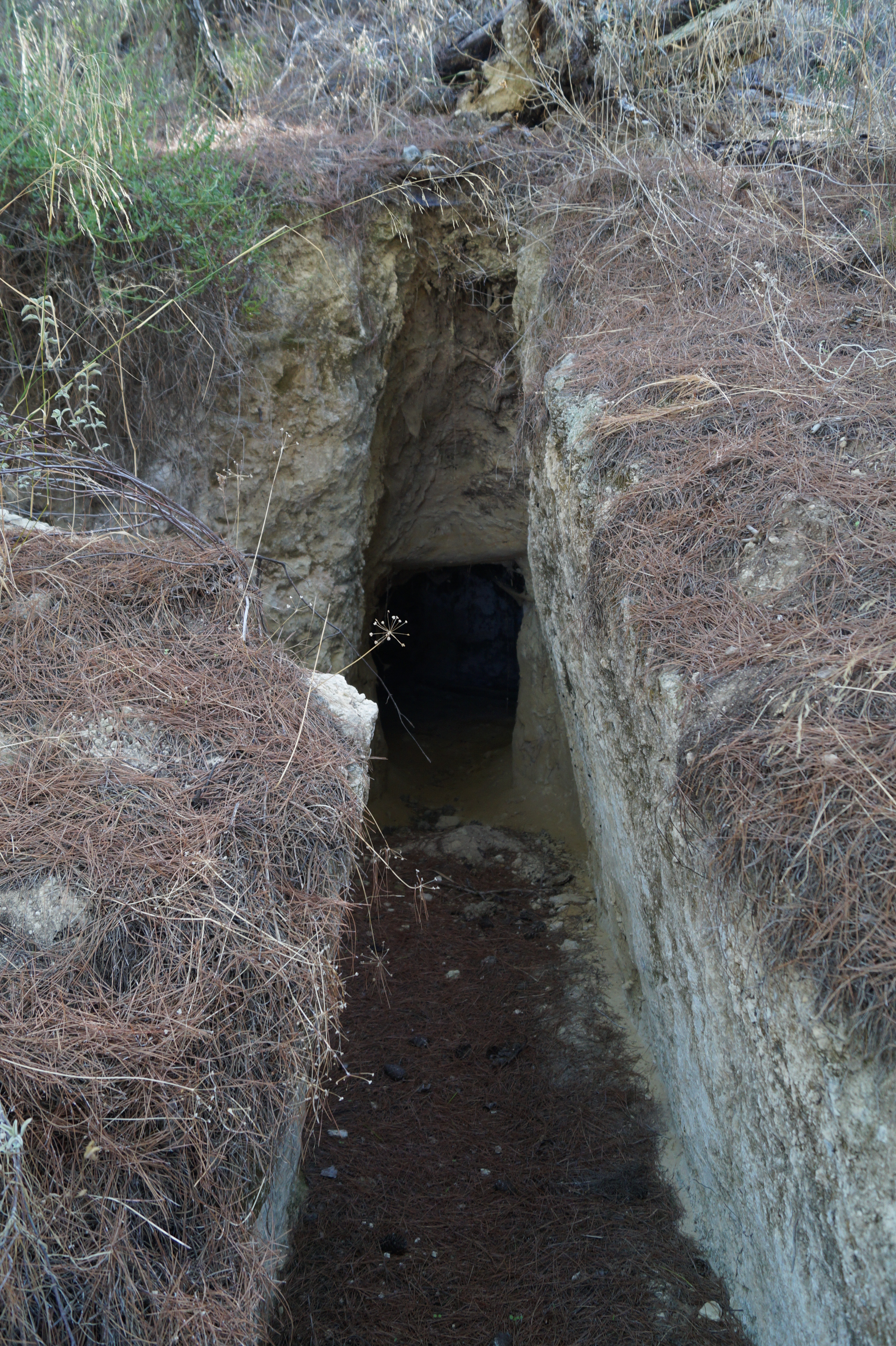
Dromos von Grab XI

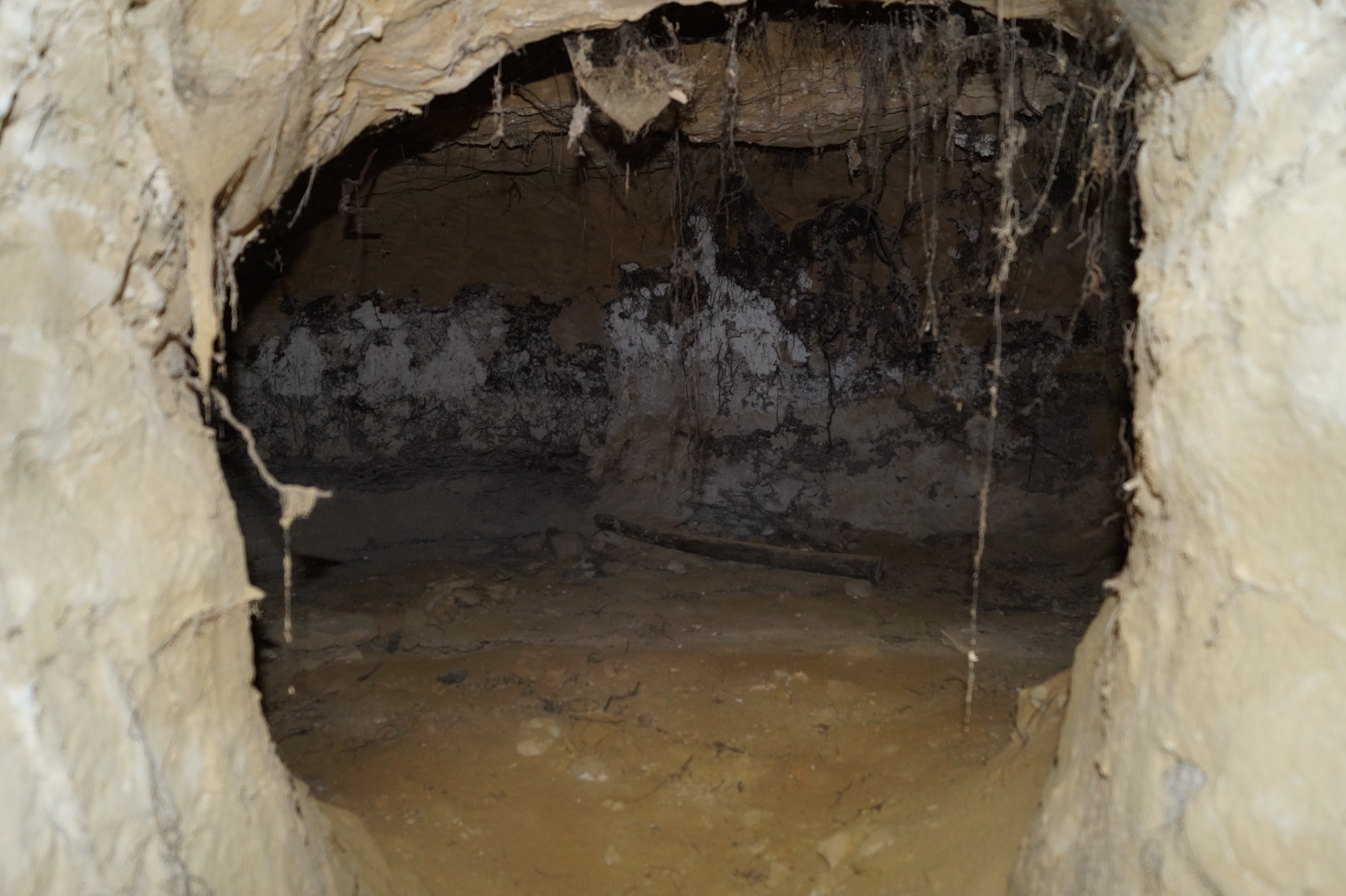
Blick in die Grabkammer von Grab XI

Grab IX ist das östlichste Grab. Es ist am stärksten zerstört. Die Grabkammer ist nur etwa zur Hälfte erhalten. Dromos und Eingang fehlen komplett. Das Grab war etwa 4 m breit und in dem Schacht in der Nische in der Rückwand konnte eine Bestattung nachgewiesen werden.

### Grab X
Grab X liegt 2,50 m westlich von Grab III. Es hat einen 2,50 m langen und 1,10 m breiten Dromos. Die Kammer ist 4 m breit und nur 1,50 m tief. Anhand von Werkzeugspuren an der Wand kann auf die ursprüngliche Deckenhöhe geschlossen werden. Auf dem Boden war ein Leichnam auf einem Kiesbett beigesetzt worden.

### Grab XI
Der Dromos von Grab XI, das etwa 5 m östlich von Grab VII liegt, ist 4,50 m lang und hat eine Seitennische. In dieser Nische fand man Knochen ohne Grabbeigaben. Grab XI ist das einzige Grab, bei dem die Kammerdecke noch intakt ist. Die 3 × 2 m große Kammer hat keine Grabschächte. Mehrere Begräbnisse fand man über den Kammerboden verteilt.

### Grab XII
Grab XII ist weder auf dem Lageplan verzeichnet noch in der Veröffentlichung der Archäologin erwähnt.

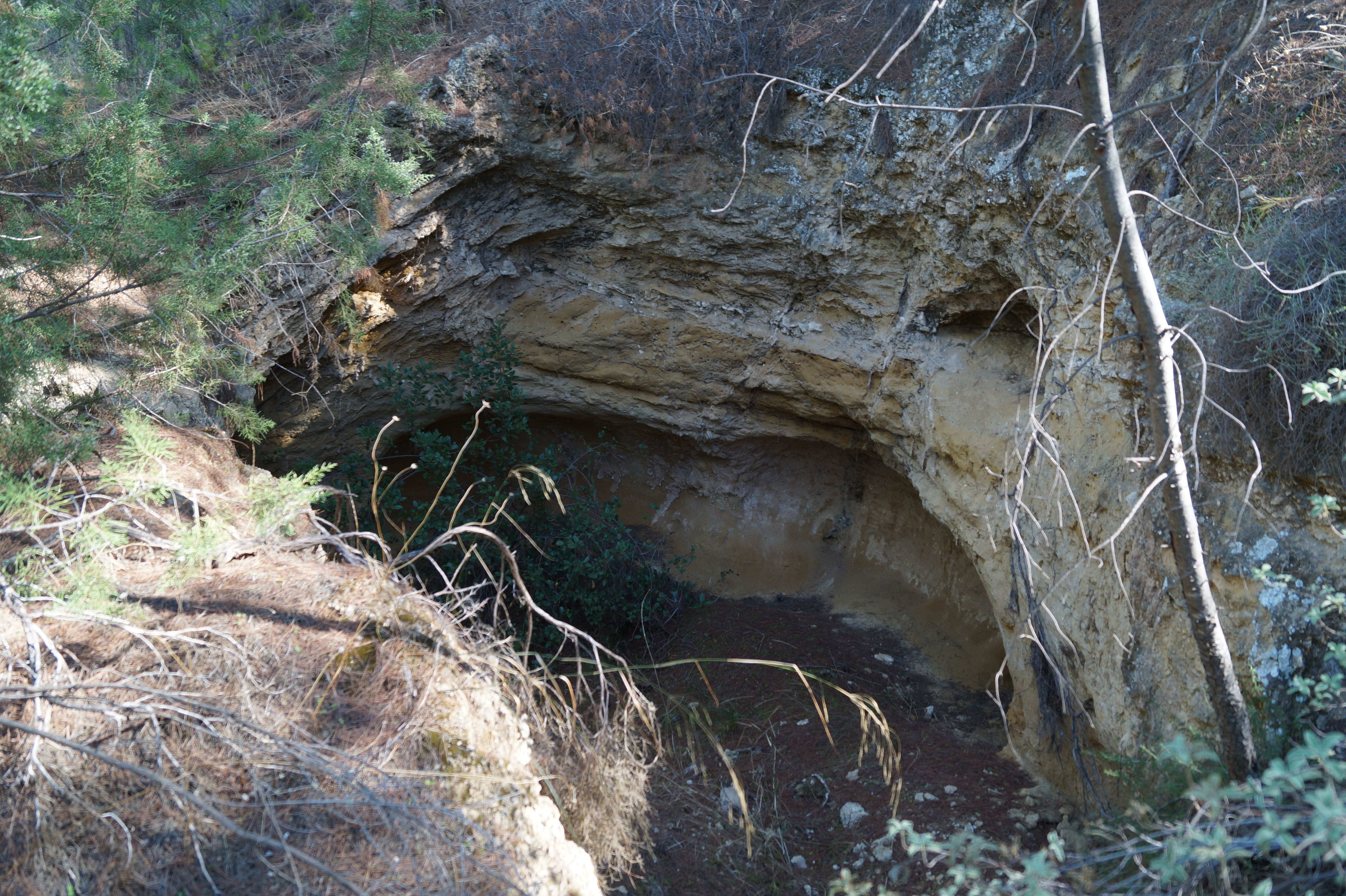
Blick in eingestürzte Grabkammer von Grab XIII

### Grab XIII
Grab XIII hat einen 6,20 m langen Dromos mit vier Seitennischen. Jeweils zwei dieser Nischen liegen sich gegenüber. Auch in diesen Nischen fand man Knochen ohne Grabbeigaben. Der Türsturz des Eingangs ist nur teilweise erhalten. Die Kammer mit einem kleeblattförmigen Grundriss hat inklusive Seitenkammern eine Breite von 6 m und eine Tiefe von 4 m. Hier fand man eine Primärbestattung auf dem Boden. In den 10 Grabschächten fand man weitere Bestattungen und zum Teil auch noch die Deckplatten der Schächte in situ. In einer Seitenkammer fand man die Überreste eines unvollständigen Leichenbrands.

### Grab XIV
Der 2,80 m lange Dromos von Grab XIV hat steil nach oben zusammenlaufende Seitenwände. Der Eingang wurde durch eine Einfassung mit Steinplatten stabilisiert und der Türsturz ist deshalb teilweise erhalten. Die Kammer ist fast rund mit einem Durchmesser von etwa 3 m. Man fand eine primäre Bestattung auf dem Boden und eine weitere in dem einzigen Grabschacht. Ein Leichnam wurde auf einem niedrigen Absatz von 0,75 × 1,80 m und einer Höhe zwischen 0,05 m und 0,22 m abgelegt. Die Grabbeigaben bestanden aus einem Prochous, einer Amphore und einem einhenkligen Becher.

### Grab XV
Auch der 2,50 m lange Dromos von Grab XV läuft nach oben steil zusammen. In der 5 × 2,50 m großen Kammer fand man einen Leichnam auf einer dünnen Kiesschicht und zwei Grabschächte. Als Grabbeigaben entdeckte man 788 intakte und 34 zerbrochene Perlen unter einem umgekippten Becher und elf Sphondylioi aus Steatit.

### Grab XVI
Grab XVI hat mit 9 m Länge den längsten Dromos. Die Kammer ist 3,50 m breit und 3 m tief und hat einen Grabschacht.

### Grab XVII
Bei der Entdeckung von Grab XII war nur noch 1 m des Dromos erhalten. Es hat mit 2,50 × 2 m die kleinste Grabkammer der 19 zuerst entdeckten Gräber.

### Grab XX

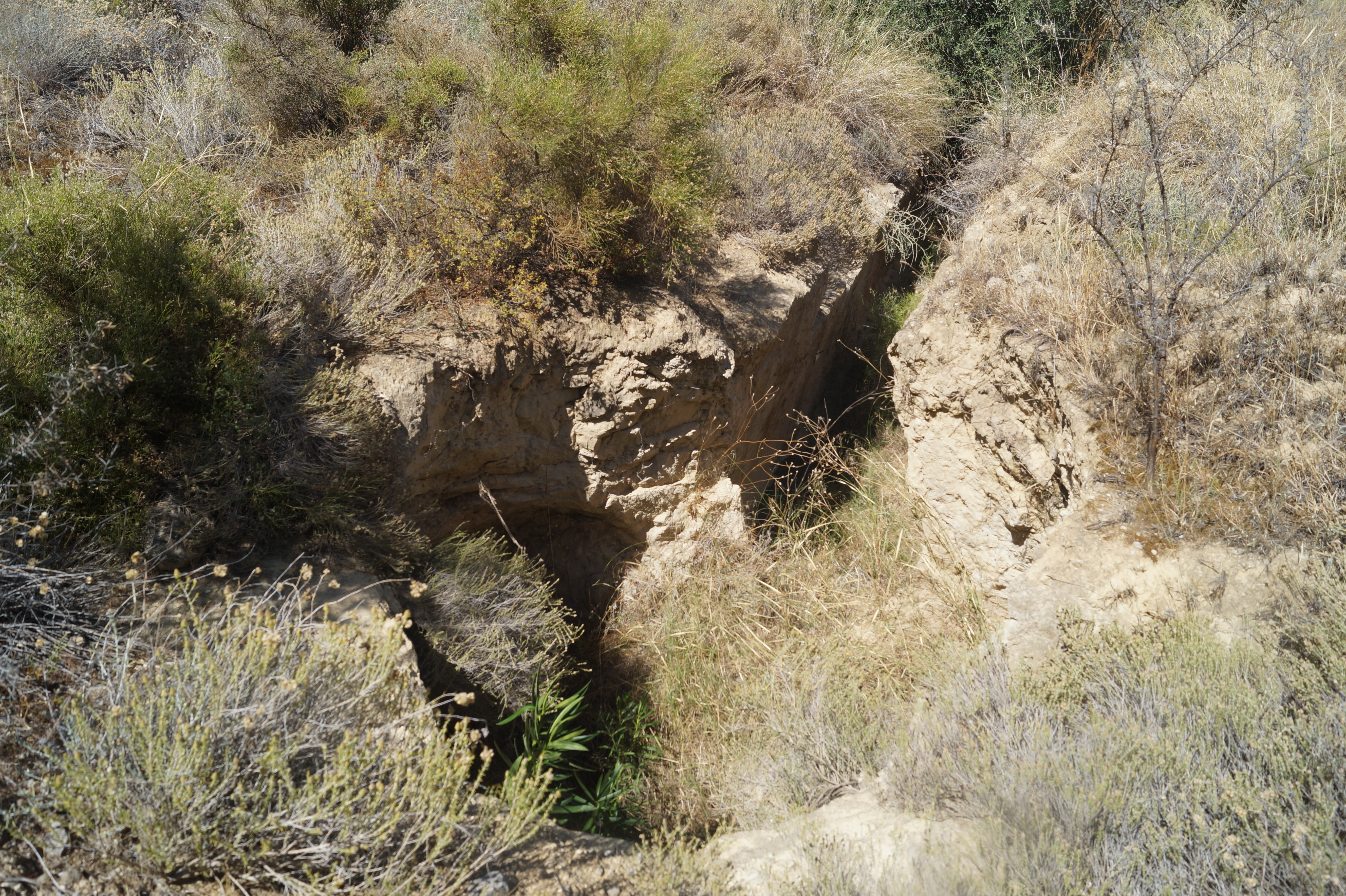
Eingestürzte Kammer von Grab XXI

Das Grab XX wurde erst 1991 entdeckt. Bei der Bezeichnung wich man von der Zählung der Archäologin Banaka-Dimaki, die den drei verbundenen Gräbern nur eine Nummer zuwies, ab. Das Grab liegt 70 m südwestlich von Grab I. Der Dromos ist größtenteils zerstört und die Kammerdecke eingestürzt. Das kleine Grab war 2,50 m breit, 1,75 m tief und 0,70 m hoch. Bei der ersten Bestattung wurde der Leichnam auf dem Boden abgelegt. Als Beigaben hatte er einen gedrückt-flachen Alabastron und einen unbemalten einhenkeligen Becher. Das Grab wurde vermutlich im 5. Jahrhundert v. Chr. erneut zur Bestattung verwendet, denn man fand hier auch drei ungeschmückte Lekythoi und eine schwarze Oinochoe mit Kanneluren aus dem letzten Viertel des 5. Jahrhunderts v. Chr.

### Grab XXI
2006 entdeckte man 10 m nördlich von Grab VI Grab XXI. Die Breite des 8,40 m langen Dromos nimmt vom Anfang von 0,95 m bis zum Eingang auf 1,30 m zu. Die Grabkammer ist 3,40 m breit und 3,65 m tief. Man fand vier Grabschächte. Um die Primärbestattung auf dem Boden fand man weitere in der Kammer verteilt.

## Funde
Insgesamt fand man in den ersten 19 Gräbern 367 Tongefäße, 14 Tonfiguren, elf vom Psi- und Phi-Typ, eine weibliche Figur auf einem Thron sitzend und zwei Tiere, fünf Siegelsteine, elf aus Steatit geschnitzte Sphondylioi, über 800 Perlen, eine bronzene Speerspitze, einen Bronzering, eine Bronzenadel und ein bandförmiges Bronzeblech.